# Rugby Parma F.C. 1931 2006-2007

## Supercoppa italiana 2006
| Incontro         | Risultato |
| ---------------- | --------- |
| Benetton — Parma | 26-12     |

## Super 10 2006-07

### Stagione regolare
| Incontro                | Andata | Ritorno |
| ----------------------- | ------ | ------- |
| L’Aquila — Parma        | 14-29  | 23-27   |
| Parma — Viadana         | 19-24  | 6-17    |
| Benetton — Parma        | 36-15  | 19-25   |
| Parma — Capitolina      | 31-13  | 20-20   |
| Rovigo — Parma          | 17-23  | 17-33   |
| Parma — GRAN Parma      | 13-27  | 20-13   |
| Petrarca — Parma        | 21-15  | 24-21   |
| Parma — Amatori Catania | 40-9   | 10-36   |
| Calvisano — Parma       | 17-9   | 31-29   |

#### Risultati della stagione regolare
| Posizione | G  | V | N | P | PF  | PS  | DP | B | Pt |
| --------- | -- | - | - | - | --- | --- | -- | - | -- |
| 6ª        | 18 | 8 | 1 | 9 | 385 | 378 | +7 | 8 | 42 |

## Coppa Italia 2006-07

### Prima fase
| Incontro          | Risultato |
| ----------------- | --------- |
| Parma — Rovigo    | 27-7      |
| Petrarca — Parma  | 18-37     |
| L’Aquila — Parma  | 21-34     |
| Parma — Calvisano | 28-30     |

#### Risultati della prima fase
| Posizione | G | V | N | P | PF  | PS | DP  | B | Pt |
| --------- | - | - | - | - | --- | -- | --- | - | -- |
| 2ª        | 4 | 3 | 0 | 1 | 126 | 76 | +50 | 4 | 16 |

### Fase finale
| Turno | Incontro        | Risultato |
| ----- | --------------- | --------- |
| SF    | Viadana — Parma | 13-9      |

## Heineken Cup 2006-07

### Spareggio italo-celtico
| Incontro             | Risultato |
| -------------------- | --------- |
| Newport G.D. — Parma | 15-24     |

### Prima fase
| Incontro            | Andata | Ritorno |
| ------------------- | ------ | ------- |
| Borders — Parma     | 35-3   | 37-45   |
| Parma — Biarritz    | 7-50   | 3-45    |
| Parma — Northampton | 21-68  | 0-36    |

#### Risultati della prima fase
| Posizione | G | V | N | P | PF | PS  | DP   | B | Pt |
| --------- | - | - | - | - | -- | --- | ---- | - | -- |
| 4ª        | 6 | 1 | 0 | 5 | 79 | 271 | -192 | 1 | 5  |

## Verdetti
- Parma qualificato alla European Challenge Cup 2007-08.